# Tetrodo
Se denomina tetrodo a una válvula termoiónica constituida por cuatro electrodos: cátodo, dos rejillas y ánodo.

## Historia
El tubo tetrodo fue desarrollado por Walter H. Schottky mientras trabajaba para Siemens & Halske GMBH en Alemania, durante la Primera Guerra Mundial.
El tetrodo se desarrolló para evitar un efecto indeseable que se produce en la válvula triodo debido a que la rejilla y la placa de la misma se comportan como un condensador. Esta capacidad parásita realimenta la señal de la placa a la rejilla, dificultando el buen funcionamiento de la válvula en frecuencias altas, por lo que se introdujo una segunda rejilla, denominada pantalla, entre la rejilla normal y la placa. Con ello el condensador rejilla-placa queda desdoblado en dos condensadores en serie, desacoplando la señal entre la placa y la rejilla de control, consiguiéndose con ello una mejora de la amplificación de las frecuencias altas.
A la pantalla se le aplica un potencial positivo con objeto de acelerar los electrones que van del filamento-cátodo a la placa. Este potencial positivo "oculta" el potencial del ánodo, que ejerce poca influencia sobre la rejilla de control. Esta insensibilidad a la tensión de ánodo permite mucha mayor ganancia a un tetrodo que a un triodo.

## Tetrodo de haz dirigido
Cuando se va elevando la potencia de una válvula termoiónica, los electrones alcanzan el ánodo con energía cada vez mayor, hasta que son capaces de arrancar electrones del propio ánodo. Estos, llamados "electrones secundarios", se dirigen hacia el electrodo más positivo, de modo que en triodos o diodos vuelven a caer sobre el ánodo, pero en un tetrodo son atraídos por la rejilla pantalla, disminuyendo la corriente de ánodo y la eficiencia de la válvula. El pentodo resuelve este problema mediante la adición de una nueva rejilla, pero existe otra solución: el tetrodo de haz dirigido.
En los tubos de haz dirigido, tetrodos o pentodos, unos electrodos conectados al potencial del cátodo confinan y dirigen el haz de electrones hacia el ánodo, a través de las rejillas de control y pantalla. Estas rejillas consisten en sendos hilos bobinados en hélice con el mismo paso a fin de que los hilos de la rejilla pantalla se sitúen tras los de la rejilla de control, quedando ocultos al cátodo. Así el haz de electrones se divide en hojas, que pasan entre los hilos de la rejilla de control y alcanzan el ánodo. Con esta disposición de las rejillas, la corriente a través de la rejilla supresora es extremadamente reducida. Tras la rejilla supresora existe un espacio en el cual los electrones se frenan debido al menor potencial de ánodo con respecto a la rejilla pantalla. Estos electrones lentos crean una carga espacial negativa que repele hacia el ánodo los electrones secundarios provenientes de éste.
La acción efectiva de la carga de espacio para la eliminación de los electrones secundarios y la reducida corriente de pantalla proporcionan a este tipo de tubos alta capacidad de potencia, gran sensibilidad y eficiencia.

## Galería

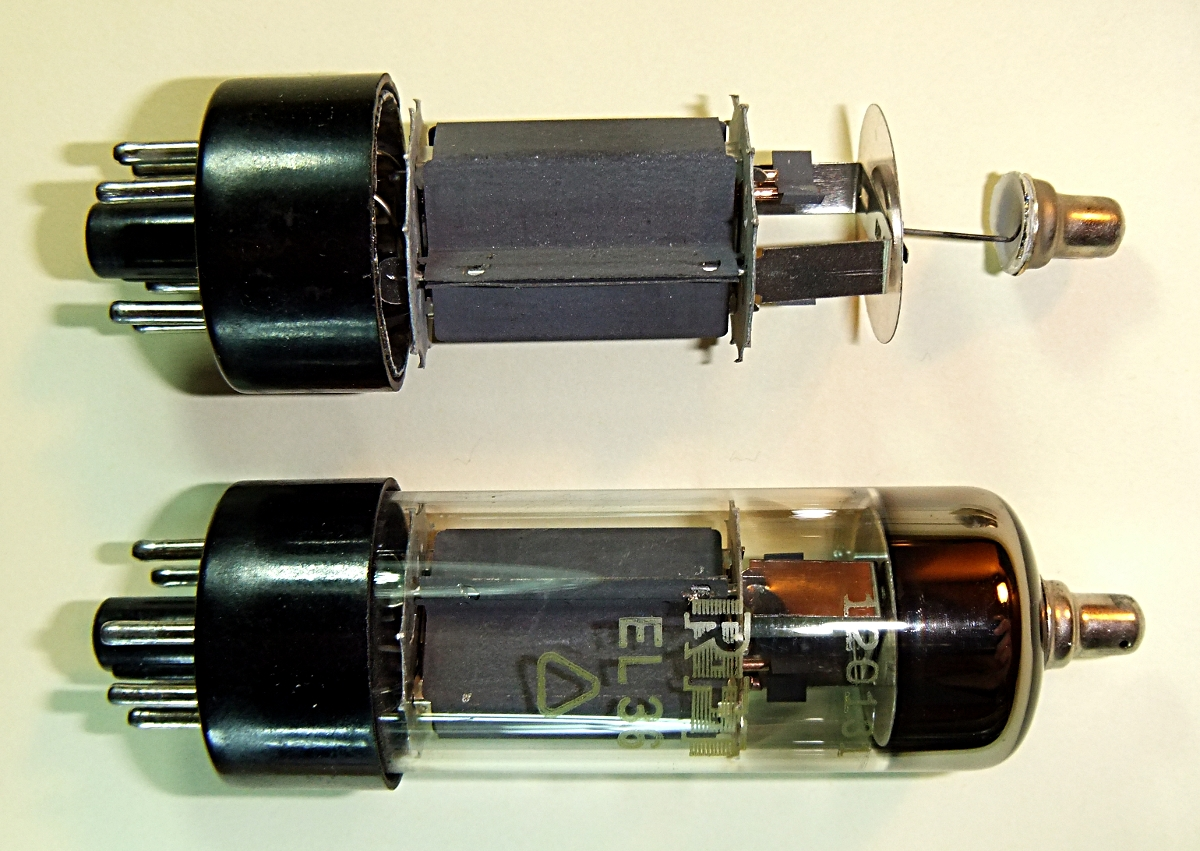
Tetrodo EL36
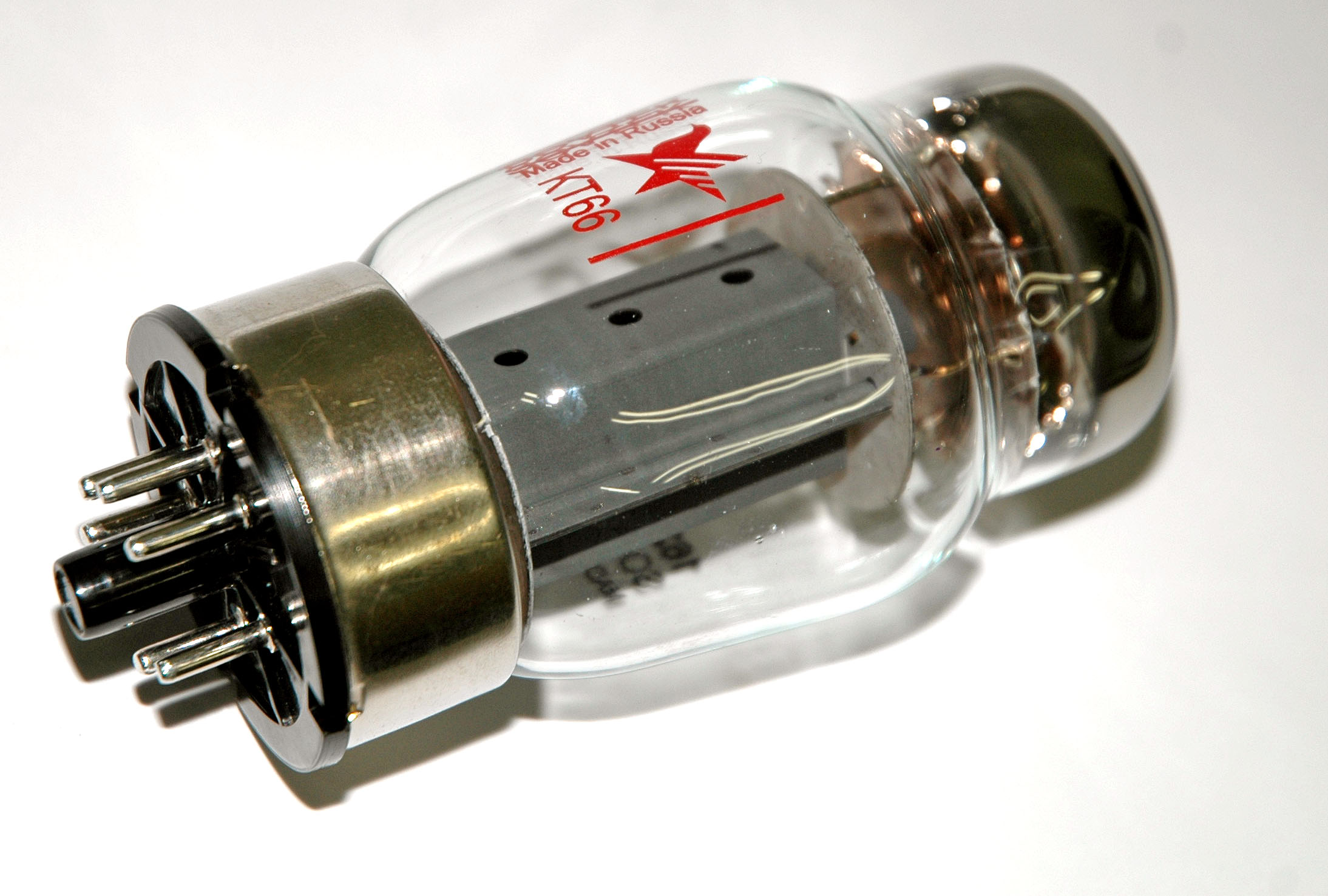
Tetrodo KT-66
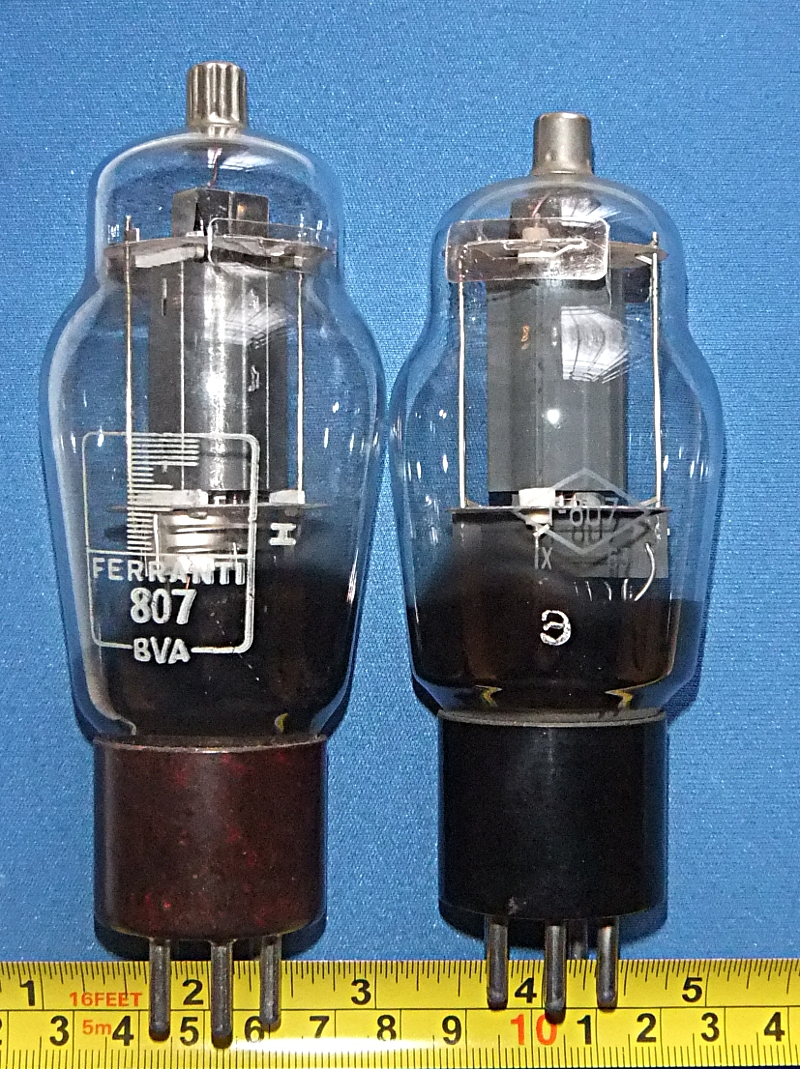
Dos tetrodos: 807 y G-807 ruso